# Cine Teatro Fátima
O Cine Teatro Fátima (posteriormente denominado Cine Teatro Regina) foi uma sala de cinema e teatro fundado em 1964 na cidade de Brumado. Contava com 500 cadeiras e exibia filmes em projetor de 35 milímetros.

## História
O Cine Teatro Fátima foi fundado e inaugurado em 1964 por José de Sousa Ribeiro (seu Zuzu), que insatisfeito com a falta de espaço de lazer na cidade, resolveu construir a sala de cinema, inspirado pela experiência vivida por ele nas cidades de São Paulo e Goiânia, onde frequentava salas de cinema. O gosto pela Sétima Arte fez dele um grande empreendedor no ramo. Por volta de 1980, o Cine Teatro Fátima teve seu nome mudado para Cine Teatro Regina, mudando-se também para um novo endereço. O cinema é considerado o mesmo porque usava-se os mesmos equipamentos e pertenceu ao mesmo proprietário. Os nomes foram homenagens do dono às suas duas filhas, a mais velha e a mais nova, respectivamente, Fátima e Regina. Seu Zuzu também fundou vários outros cinemas, em diferentes cidades da região, como Paramirim, Barra da Estiva, Tanhaçu, Vitória da Conquista, Livramento de Nossa Senhora e Igaporã. Todas essas salas recebiam o nome de suas respectivas cidades. A inauguração do Cine Teatro Fátima ocorreu em 23 de dezembro de 1964, data também do aniversário de seu Zuzu. Anexa ao cinema foi construída a primeira boate da cidade, e do lado, um bar. O primeiro filme a ser exibido foi Ursus na Terra do Fogo, um clássico italiano.  O filme foi exibido no dia da inauguração do cinema, que contou também com um espetáculo da cantora Núbia Lafayete. Nesse dia o cinema acolheu 500 espectadores sentados, portanto, cinema lotado. No início das atividades, os filmes que mais renderam foram: A Vida de Jesus Cristo, Candelabro Italiano, a coleção de filmes de Os Trapalhões, Noviça Rebelde, Tarzan, Mestre do Kung fu e O Grande Dragão Branco; além de muitos outros filmes de comédia e histórias do Velho Oeste; mas o campeão de bilheteria foi A Vida de Cristo (conhecido também como Paixão de Cristo), filme que conta a história de Jesus. Este filme chegava a ser exibido em cinco ou seis sessões na Sexta feira Santa.

### Espaço de lazer e eventos
O espaço não servia apenas para exibição de filmes, mas também para espetáculos musicais e show de calouro e até realização de festas de formatura. Para uma cidade pequena, e mais ainda em relação à época, os brumadenses tinham o privilégio de prestigiar grandes artistas consagrados, em alta naqueles anos. Durante a existência do cinema, vários artistas se apresentaram lá, entre eles: Wanderley Cardoso, Jerry Adriani, Sérgio Reis, Trio Nordestino, Nélson Gonçalves, Agnaldo Timóteo, Luiz Gonzaga e Waldick Soriano, que foi amigo de seu Zuzu e também o artista que fez o maior número de espetáculos. Embora na cidade já tivera um cinema antes, o Cine Cairu, que fechou rapidamente, foi o Cine Teatro Fátima que marcou a época da Sétima Arte em Brumado e por algum tempo serviu como o único espaço de eventos. O cinema se localizava ao lado da Praça Pompílio Leite, praça essa que servia de ponto de encontro dos casais que se drigiam ao cinema.
Programação
De segunda à sexta eram realizadas duas sessões, uma às 19 horas e a outra às 21 horas, obviamente, a segunda sessão só passou a ser realizada após a compra do gerador de energia elétrica. Nos finais de semana eram realizadas também duas sessões, uma matinê às 16 horas e uma outra sessão às 19. Naquela época a energia elética era precária e além de ser constantemente interrompida, só funcionava até às 21 horas, depois passou para às 22. Diante disso, seu Zuzu foi forçado a comprar um gerador para resolver o problema.

### Fechamento
Em 1988, por conta do aumento dos impostos e a concorrência com a televisão, o cinema foi fechado com o nome de Cine Teatro Regina. Esse acontecimento frustrante causou um impacto negativo na cultura brumadense, assim como foi também o fechamento do Cine Cairu. Uma última tentativa de ressuscitar o gosto pelo cinema em Brumado aconteceu em 2004, com a inauguração do Cine Sophiplex, que dispunha de 200 cadeiras e tela de 10,5 por 4,5 m, mas logo foi fechado não sendo capaz de ser comparado ao Cine Teatro Fátima.